# Hemitriccus furcatus
Hemitriccus furcatus là một loài chim trong họ Tyrannidae.